# Церковь Рождества Пресвятой Богородицы (Шестаково)
Церковь Рождества Пресвятой Богородицы — православный храм в селе Шестаково Московской области. Приписан к Иосифо-Волоцкому ставропигиальному монастырю.
Крупный однокупольный храм с боковыми приделами. Относится к стилю классицизм и является памятником архитектуры федерального значения.

## История
В 1731 году, согласно Синодального Казенного приказа о строении церквей, в селе Шестакове вместо существующей ветхой деревянной церкви было принято решение построить новую во имя Рождества Пресвятой Богородицы с приделом Николая Чудотворца. Храм был построен в 1736 году и освящен архимандритом Волоколамского Иосифова монастыря Иоакимом.
В конце XVIII века было получено разрешение на строительство в селе нового каменного храма во имя Рождества Пресвятой Богородицы, которое осуществлялось на деньги прихожан. Храм был заложен в 1801 году, его центральный престол во имя Рождества Пресвятой Богородицы освящен 29 июня 1819 года священником соборной церкви Воскресения Христова города Клина Иоанном Зубатовым. В других приделах при этом ещё продолжались работы, которые были освящены в 1822 году священником соборной церкви города Клина Иоанном Петровым. Только в 1828 году было окончательно завершено создание храма, когда оно был полностью оштукатурено.
Имя автора проекта храма неизвестно. Известно, что архитектором колокольни был московский зодчий Дмитрий Фомич Борисов. Колокольня сооружалась с 1828 по 1832 год, спроектирована в строгих формах стиля ампир. в 1857—1859 годах для неё было отлито пять новых колоколов весом от 15 фунтов до 466 пудов. Архитектором трапезной был Владислав Осипович Грудзин.
По состоянию на 1874 год Церковь Рождества Пресвятой Богородицы имела пять приделов: Преображения Господня, Рождества Богородицы, Апостолов Петра и Павла, святого Николая и преподобного Иосифа Волоцкого. В 1885—1887 годах рядом была возведена отдельно стоящая часовня Николая Чудотворца. В 1895 году были выполнены мозаичные полы в алтарной части храма. На рубеже XIX−XX веков в подвале трапезной были устроены печи для обогрева церкви горячим воздухом. В октябре 1911 года завершились работы по обновлению иконостаса и стенной живописи, которые выполнил московский художник Иван Георгиевич Лебедев.

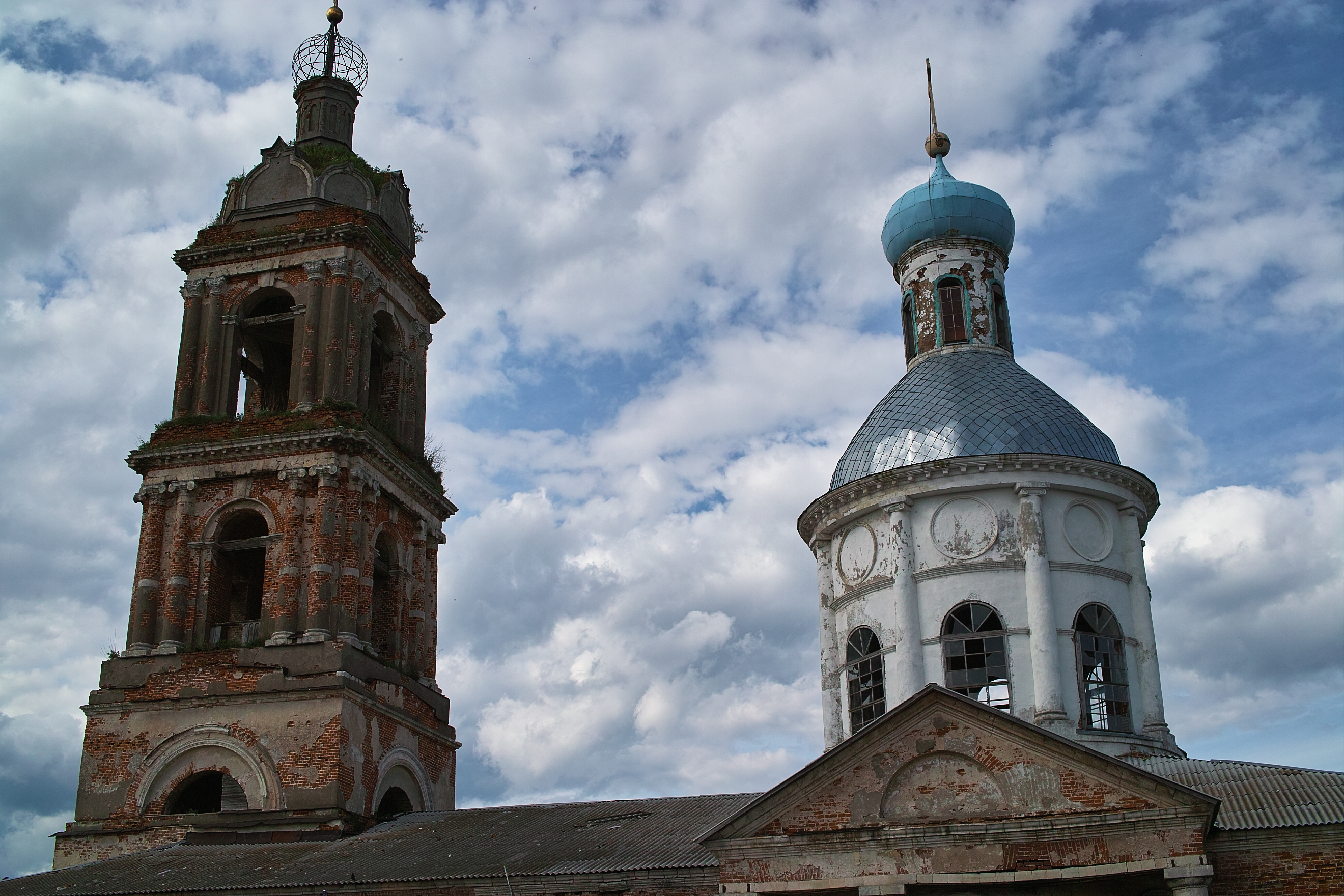
Колокольни церкви вблизи

Во времена советского гонения на церкви, в 1930 году, храм был закрыт. Во время Великой Отечественной войны село подвергалось бомбардировкам, но здание церкви не пострадало. До распада СССР храм использовался как склад зерна, затем был автомастерской (до 2013 года).
В 2000 году северный придел храма был передан церковной общине и приписан к Иосифо-Волоцкому монастырю. Здание церкви по настоящее время находится в состоянии восстановления. Богослужения проводятся здесь нерегулярно в связи с аварийным состоянием храма. Настоятель храма — отец Валерий (Былба).